# Запорожанова, Анна Александровна
Анна Александровна Запорожанова (укр. Ганна Олександрівна Запорожанова; род. 9 августа 1979, Львов, Украинская ССР) — украинская теннисистка и теннисный тренер. Мастер спорта Украины международного класса. Финалистка двух турниров WTA в парном разряде, участница Олимпийских игр 2000 года и Кубка Федерации в составе сборной Украины.

## Биография
Родилась во Львове, выступала за киевский теннисный клуб «Антей». В 1995 году, в 16 лет, выиграла в Киеве турнир «Кубок ПриватБанка», победив в финале одноклубницу Талину Бейко. В августе того же года завоевала первый титул в женском туре ITF, победив в бельгийском Ребеке в паре с Ангелиной Здоровицкой. В марте 1996 года дебютировала в составе сборной Украины во II Европейско-африканской группе Кубка
Федерации, принеся команде два очка(в одиночной и парной встречах) в рамках матча со сборной Исландии.
Весной 1998 года вновь выступила в составе сборной Украины в Кубке Федерации, уже в I Европейско-африканской группе, и помогла команде одержать победы над Югославией и Венгрией. Также принесла украинкам единственное очко в проигранном матче против сборной Швеции, обыграв в стартовой встрече Кристину Триску. В сентябре в Констанце (Румыния) завоевала первый титул ITF в одиночном разряде, в финале победив хозяйку корта Аличе Пирсу.
Самым удачным в карьере Запорожановой стал 2000 год. В мае и июне она сыграла в двух финалах турниров WTA, в которых её партнёршей была узбекская теннисистка Ирода Туляганова, в августе с белоруской Надеждой Островской выиграла в Эттенхайме (Германия) турнир с призовым фондом 50 тысяч долларов, а затем выступила в парном разряде в Открытом чемпионате США и на Олимпийских играх в Сиднее, проиграв соответственно в первом и втором раунде. В августе и сентябре достигла высших позиций в рейтинге соответственно в парном и одиночном разрядах. Пропустила сезон 2001 года; вернулась на корт через несколько месяцев после родов, выиграв турнир «Крымская весна», в мае 2003 года с Юлией Бейгельзимер дошла до финала турнира ITF в Кань-сюр-Мер (Франция) с призовым фондом 75 тысяч долларов. Фактически завершив профессиональную игровую карьеру к лету 2003 года, в 2004 и 2007 годах сыграла в нескольких небольших турнирах ITF, завоевав последний парный титул в 2007 году в Черкассах.
Окончив Национальный университет физического воспитания и спорта Украины, работала теннисным тренером в Международной теннисной академии (Киев); воспитанники Запорожановой входили в первую сотню рейтинга ITF, а одна из подопечных Подорожановой, Алиса Барановская, возглавляла рейтинг Tennis Europe среди игроков в возрасте до 14 лет.

## Положение в рейтинге в конце сезона
| Разряд           | 1995 | 1996 | 1997 | 1998 | 1999 | 2000 | 2001 | 2002 |
| ---------------- | ---- | ---- | ---- | ---- | ---- | ---- | ---- | ---- |
| Одиночный разряд | 533  | 550  | 365  | 371  | 283  | 218  |      | 792  |
| Парный разряд    | 420  | 325  | 339  | 352  | 269  | 133  | 363  |      |

## Финалы турниров за карьеру

### Одиночный разряд

#### Финалы турниров ITF в одиночном разряде (3-4)
| Легенда:         |
| ---------------- |
| 100.000 USD      |
| 75.000 USD       |
| 50.000 USD (0+1) |
| 25.000 USD (1+0) |
| 10.000 USD (2+8) |

| Результат | №  | Дата             | Турнир                    | Покрытие | Соперница в финале | Счёт в финале |
| --------- | -- | ---------------- | ------------------------- | -------- | ------------------ | ------------- |
| Поражение | 1. | 5 октября 1997   | Тбилиси, Грузия           | Грунт    | Надежда Петрова    | 1-6, 4-6      |
| Победа    | 1. | 20 сентября 1998 | Констанца, Румыния        | Грунт    | Аличе Пирсу        | 7-65, 6-1     |
| Поражение | 2. | 9 мая 1999       | Суонси, Великобритания    | Грунт    | Сесилия Шарбонье   | 6-73, 4-6     |
| Победа    | 2. | 4 июля 1999      | Таллин, Эстония           | Грунт    | Кайя Канепи        | 6-3, 6-3      |
| Поражение | 3. | 8 августа 1999   | Харьков, Украина          | Грунт    | Татьяна Перебийнис | 3-6, 3-6      |
| Поражение | 4. | 13 февраля 2000  | Бирмингем, Великобритания | Хард(i)  | Елена Бовина       | 1-6, 2-6      |
| Победа    | 3. | 1 декабря 2002   | Пругонице, Чехия          | Ковёр(i) | София Арвидссон    | 4-6, 6-4, 6-4 |

### Парный разряд

#### Финалы турниров WTA в парном разряде (0-2)
| Легенда                 |
| ----------------------- |
| Турниры Большого Шлема  |
| Олимпиада               |
| Итоговый чемпионат года |
| 1-я категория           |
| 2-я категория           |
| 3-я категория           |
| 4-я категория           |
| 5-я категория           |

| Результат | №  | Дата         | Турнир              | Покрытие | Партнёрша        | Соперницы в финале              | Счёт в финале |
| --------- | -- | ------------ | ------------------- | -------- | ---------------- | ------------------------------- | ------------- |
| Поражение | 1. | 14 мая 2000  | Варшава, Польша     | Грунт    | Ирода Туляганова | Татьяна Гарбин Жанетта Гусарова | 3-6, 1-6      |
| Поражение | 2. | 18 июня 2000 | Ташкент, Узбекистан | Хард     | Ирода Туляганова | Ли На Ли Тин                    | 6-3, 2-6, 4-6 |

#### Финалы турниров ITF в парном разряде (9-11)
| Результат | №   | Дата             | Турнир                    | Покрытие | Партнёрша            | Соперницы в финале                      | Счёт в финале   |
| --------- | --- | ---------------- | ------------------------- | -------- | -------------------- | --------------------------------------- | --------------- |
| Победа    | 1.  | 13 августа 1995  | Ребек, Бельгия            | Грунт    | Ангелина Здоровицкая | Мартина Неделкова Зузана Немшакова      | 6-2, 6-4        |
| Поражение | 1.  | 25 августа 1996  | Киев, Украина             | Грунт    | Наталья Медведева    | Река Видатс Анна-Карин Свенссон         | 5-7, 3-6        |
| Поражение | 2.  | 8 сентября 1996  | Донецк, Украина           | Грунт    | Ангелина Здоровицкая | Мария Марфина Наталья Немчинова         | 4-6, 2-6        |
| Победа    | 2.  | 21 сентября 1997 | Клуж-Напока, Румыния      | Грунт    | Татьяна Ковальчук    | Адриана Барна Магда Михалаче            | 6-4, 5-7, 6-3   |
| Поражение | 3.  | 5 октября 1997   | Тбилиси, Грузия           | Грунт    | Вера Жуковец         | Елена Дементьева Анастасия Мыскина      | 6-3, 0-6, 4-6   |
| Победа    | 3.  | 7 февраля 1998   | Биркенхед, Великобритания | Хард(i)  | Джулия Касони        | Наталья Егорова Ольга Иванова           | 6-3, 6-2        |
| Поражение | 4.  | 9 мая 1998       | Прешов, Словакия          | Грунт    | Татьяна Ковальчук    | Магдалена Зденовцова Яна Лубасова       | 2-6, 4-6        |
| Поражение | 5.  | 17 мая 1998      | Нитра, Словакия           | Грунт    | Татьяна Ковальчук    | Патриция Маркова Сильвия Уричкова       | 0-6, 3-6        |
| Поражение | 6.  | 2 мая 1999       | Хатфилд, Великобритания   | Грунт    | Наталья Егорова      | Виктория Дэвис Кейт Уорн-Холланд        | 5-7, 1-6        |
| Поражение | 7.  | 9 мая 1999       | Суонси, Великобритания    | Грунт    | Илона Полякова       | Лидия Перкинс Джулия Смит               | 1-6, 4-6        |
| Победа    | 4.  | 6 февраля 2000   | Джерси, Великобритания    | Хард(i)  | Елена Бовина         | Селима Сфар Джоанн Уорд                 | 6-3, 6-2        |
| Победа    | 5.  | 13 февраля 2000  | Бирмингем, Великобритания | Хард(i)  | Елена Бовина         | Наталья Егорова Екатерина Сысоева       | 6-3, 6-4        |
| Поражение | 8.  | 16 апреля 2000   | Кань-сюр-Мер, Франция     | Хард     | Ирода Туляганова     | Ангелика Бахман Джулия Касони           | 5-7, 1-6        |
| Поражение | 9.  | 16 июля 2000     | Дармштадт, Германия       | Грунт    | Адриана Барна        | Мария-Паола Завальи Мая Матевжич        | 6-74, 7-64, 4-6 |
| Победа    | 6.  | 6 августа 2000   | Эттенхайм, Германия       | Хард     | Надежда Островская   | Мариана Диас-Олива Мария-Эмилия Салерни | 6-4, 6-2        |
| Победа    | 7.  | 26 мая 2002      | Киев, Украина             | Грунт    | Татьяна Ковальчук    | Дарья Кустова Магдалена Маршалек        | 6-2, 6-3        |
| Поражение | 10. | 20 апреля 2003   | Биарриц, Франция          | Грунт    | Юлия Бейгельзимер    | Люси Ал Селима Сфар                     | 1-6, 1-6        |
| Поражение | 11. | 4 мая 2003       | Кань-сюр-Мер              | Грунт    | Юлия Бейгельзимер    | Галина Воскобоева Вера Душевина         | 3-6, 4-6        |
| Победа    | 8.  | 25 мая 2003      | Львов, Украина            | Грунт    | Анна Бастрикова      | Ирина Бремон Мария Корытцева            | 6-4, 6-4        |
| Победа    | 9.  | 27 мая 2007      | Черкассы, Украина         | Грунт    | Екатерина Херт       | Людмила Киченок Надежда Киченок         | 7-63, 6-2       |